# Holmsjön (Malungs socken, Dalarna)
Holmsjön är en sjö i Malung-Sälens kommun i Dalarna och ingår i Göta älvs huvudavrinningsområde. Sjön har en area på 10,1 kvadratkilometer och ligger 364,9 meter över havet. Sjön avvattnas av vattendraget Årosälven (Uvan). Sjöns olika delar har egna namn, den västra delen kallas Tyngen, den östra för Kappsjön och den södra för Holmsjön. Även mindre delar och de större vikarna är namngivna. Runt sjön finns flera tidigare fäbodar och nuvarande fritidshusområden, de största är Sjöhusen, Kappsjösälen, Knulen, Långsälen och Nordvallen.

## Delavrinningsområde
Holmsjön ingår i det delavrinningsområde (671696-138368) som SMHI kallar för Utloppet av Holmsjön. Medelhöjden är 391 meter över havet och ytan är 43,29 kvadratkilometer. Räknas de 8 avrinningsområdena uppströms in blir den ackumulerade arean 151,29 kvadratkilometer. Årosälven (Uvan) som avvattnar avrinningsområdet har biflödesordning 2, vilket innebär att vattnet flödar genom totalt 2 vattendrag innan det når havet efter 416 kilometer. Avrinningsområdet består mestadels av skog (57 procent) och sankmarker (15 procent). Avrinningsområdet har 10,4 kvadratkilometer vattenytor vilket ger det en sjöprocent på 23,9 procent.

## Fisk
Vid provfiske har följande fisk fångats i sjön:
- Abborre
- Gädda
- Lake
- Mört
- Siklöja